# Sloveanske, Djankoi
Sloveanske (în ucraineană Слов'янське) este un sat în comuna Prostorne din raionul Djankoi, Republica Autonomă Crimeea, Ucraina.

## Demografie
Componența lingvistică a localității Sloveanske
     Rusă (62,12%)
     Ucraineană (19,7%)
     Tătară crimeeană (15,15%)
Conform recensământului din 2001, majoritatea populației localității Sloveanske era vorbitoare de rusă (62,12%), existând în minoritate și vorbitori de ucraineană (19,7%) și tătară crimeeană (15,15%).